# Korridor (Gebäude)

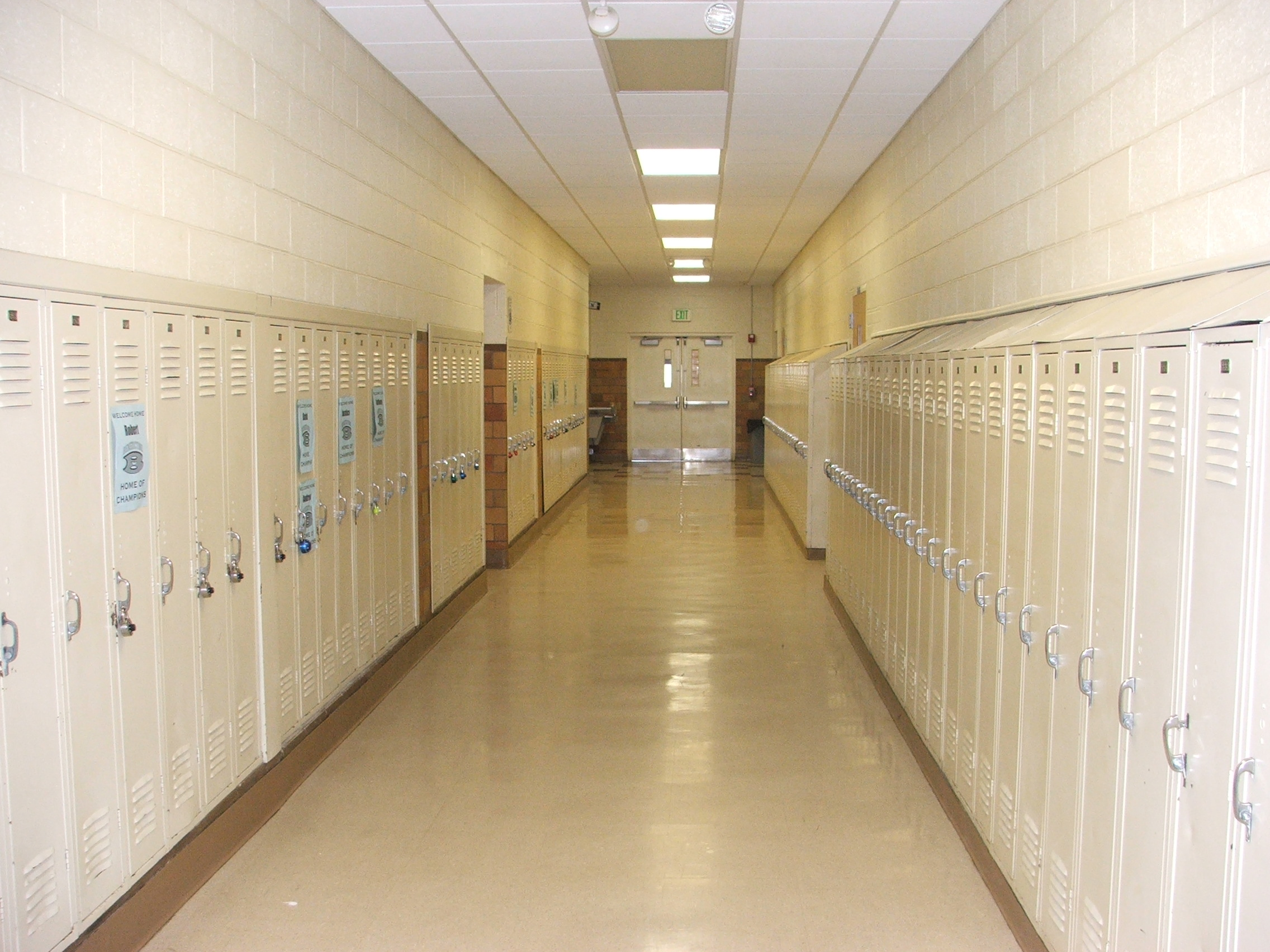
Korridor in einer Schule

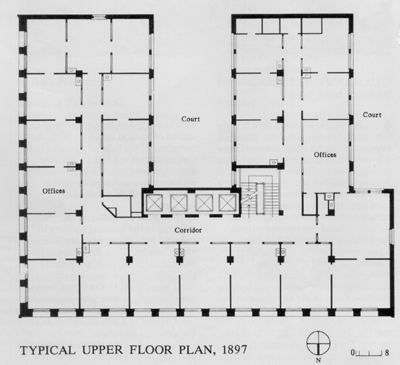
Ein U-förmiger Korridor erschließt die Büroräume in einem Verwaltungsgebäude

Als Korridor (von it. corridoio = Laufgang) bezeichnet man in der Architektur einen langgestreckten Raum im Inneren eines Gebäudes. Er dient der horizontalen Erschließung angrenzender Räume. Er befindet sich hauptsächlich in öffentlichen Gebäuden (Schulen, Büros etc.). Die Bezeichnungen Gang und Flur werden synonym verwendet.

## Abgrenzung
- Der Hausflur oder kurz Flur entspricht in der Regel baulich einem Korridor, dieser Begriff bezeichnet jedoch genauer den Raum zwischen Eingangstür und internem Treppenhaus oder weiteren Räumen bei Wohngebäuden. Auch für Eingangshallen (Foyer) wird der Begriff Flur verwendet.
- Eine Galerie kann wie ein Korridor als Verbindungsgang dienen. Sie zeichnet sich dadurch aus, dass sie an mindestens einer Langseite zahlreiche Fenster oder Bogenöffnungen aufweist. Im Unterschied dazu kann ein Korridor auch vollständig im Gebäudeinneren liegen.
- Lineare Verbindungsräume, die an den Außenwänden eines Gebäudes liegen und sich zum Außenraum öffnen, nennt man Laubengang.

## Geschichte
In der antiken griechischen und römischen Architektur wurden die Innenräume von Wohngebäuden in erster Linie über zentrale Räume wie das Peristyl (griechisch) oder das Atrium (römisch) erschlossen, als Ergänzung dazu waren kurze Verbindungsgänge wie die Fauces üblich. Portiken ermöglichten den Zugang zu einzelnen Räumen an der Außenseite des Gebäudes. Plinius der Jüngere beschreibt auch abgeschlossene längere Gänge im Innern von Villen, die er als Kryptoportikus bezeichnet.
In der neuzeitlichen Architektur entsteht der Korridor als eigenständiger Raumtypus erst im Barock als Ergänzung zur Zimmerflucht (Enfilade) in der Schlossbaukunst. Vorher sind Verbindungsgänge in Form von Galerien üblich, die mit einer Seite an eine Außenwand angrenzen.